# Онекотан
Онекота́н (Анакутан; от айн. Онне кота́н: онне — «старый, почётный, ценный, большой», котан — «деревня, усадьба, жилище; город, городок, местечко»; на российской карте 1745 года — рус. дореф. Гоглантъ) — крупный остров вулканического происхождения в составе северной группы Большой гряды Курильских островов. Второй по величине, после Парамушира, в северной подгруппе Курил. Административно входит в Северо-Курильский городской округ Сахалинской области. С 2005 года необитаем, хотя в разные периоды попытки его хозяйственного освоения предпринимали айны, японцы, русские и другие представители народов России.

## География

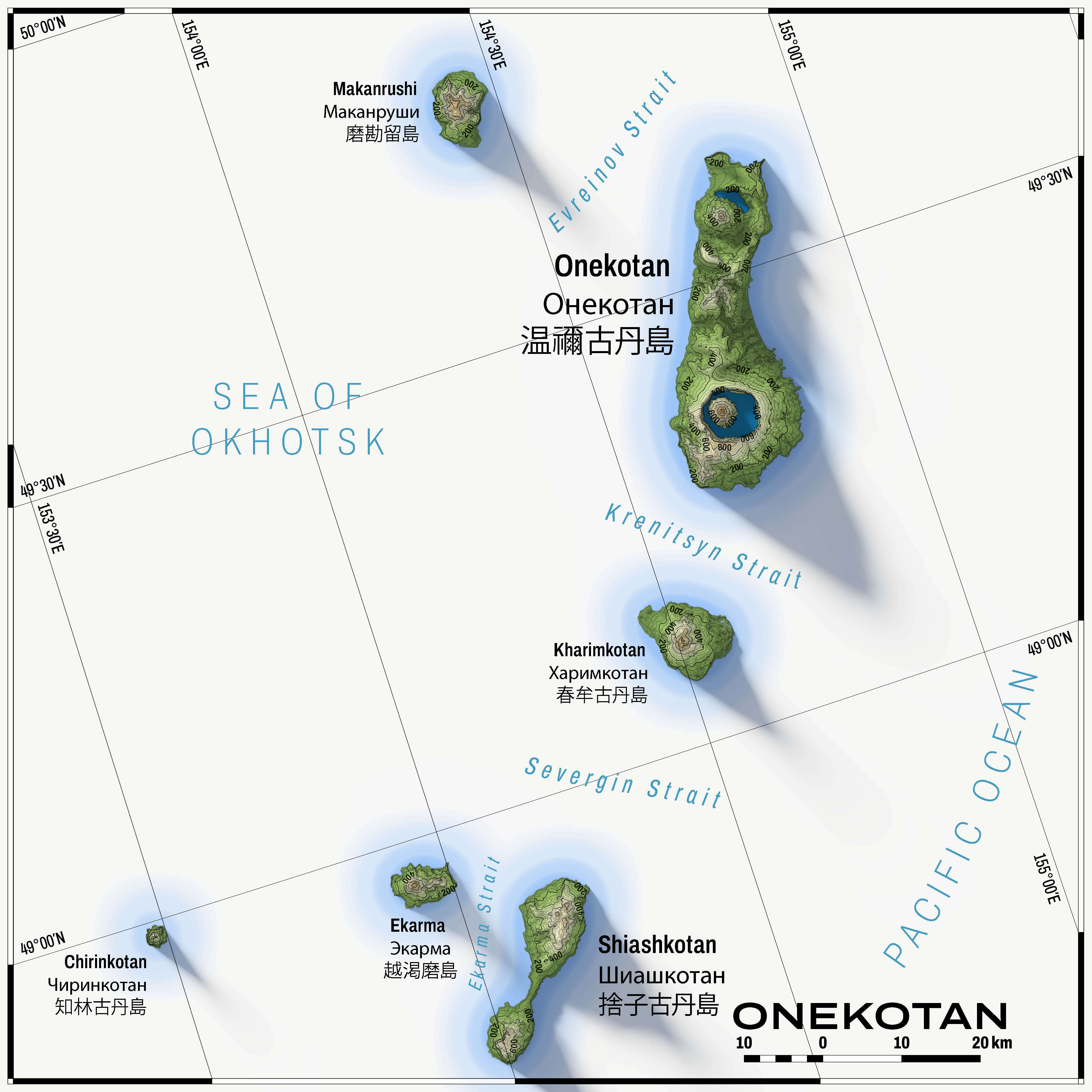
Топографическая карта группы островов вокруг Онекотана

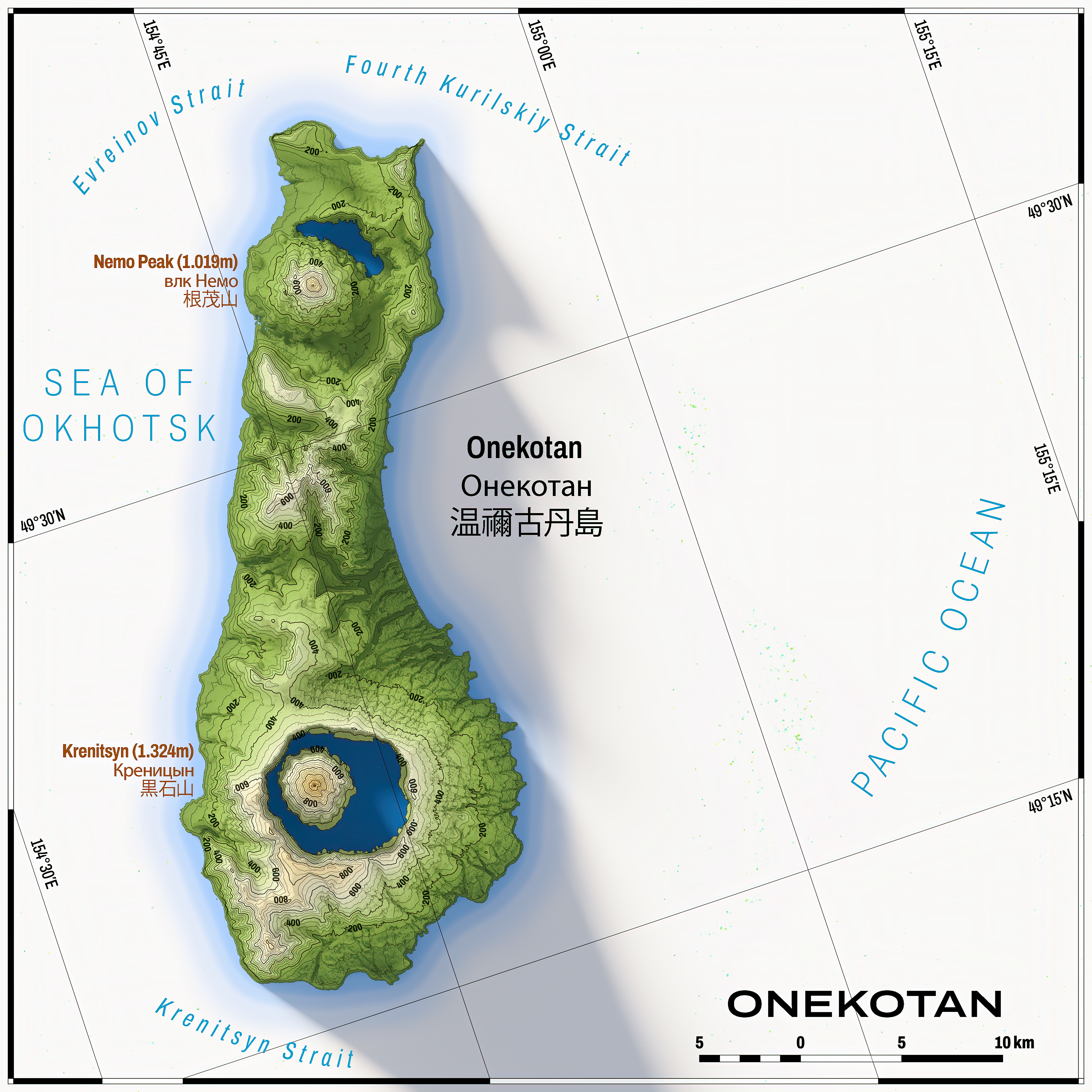
Топографическая карта Онекотана

Площадь 425 км²; длина 43 км, ширина 11—17 км. Отделён от острова Парамушир, расположенного в 53 км северо-восточнее, Четвёртым Курильским проливом; проливом Евреинова (Пятым Курильским) — от острова Маканруши, расположенного в 28 км северо-западнее; проливом Креницына (Шестым Курильским) — от острова Харимкотан, расположенного в 15 км юго-западнее.
В бухте Панагель (ранее Куроиси) на восточном берегу остатки старого заброшенного селения айнов. В период японского присутствия в бухте Немо находился лисий питомник. На острове осталась дорога, пересекающая его поперёк от бухты Шестакова до бухты Муссель. Урочище Онекотан на месте заброшенной советской пограничной заставы.
На острове находятся действующие вулканы с кальдерами: Креницына (1324 м, назван в честь капитана 1-го ранга П. К. Креницына) в южной части и Немо (1019 м) в северной части. Последние извержения наблюдались в 1902 и 1952 годах. К недействующим относится вулкан Тао-Русыр. 76 % площади острова занимает молодой вулканический рельеф. Из мысов выделяются Ягодный и Лисий.
Расположенная на острове гора Крыжановского названа в честь советского минералога Владимира Ильича Крыжановского.

## Гидрография
В кальдерах образовались озёра. На юге кальдера вулкана Креницына полностью затоплена водой, над которой возвышается современная вулканическая постройка. Озеро имеет форму окружности диаметром около 7 км, глубину 369 метров и, благодаря своей кольцеобразной форме, называется Кольцевое. На севере, кальдера вулкана Немо заполнена водой лишь в северо-восточной части, образуя озеро Чёрное около 5 км длиной и около 2 км шириной.
На острове 7 речек длиной более 5 км. Наиболее крупная река Озёрная (длина около 9 км), протекает в южной части кальдеры вулкана Немо и впадает в Охотское море. Почти такая же по длине река Кедровка протекает в центральной части острова и впадает в Тихий океан. Примечательна также река Ольховая.

## Климат
Данные японских метеорологов если и имелись, то никогда не были опубликованы. В советский период наблюдения за климатом на острове не велись. На крайней южной оконечности соседнего Парамушира, в 60 км к северу от Онекотанa, с момента вхождения острова в состав СССР действует метеостанция «мыс Васильева». Согласно её данным именно в ближайшей к Онекотану точке зафиксирован рекорд скорости ветра для всего Курильского архипелага, достигающий 230 км/час. Вегетационный период короток. Снежный покров мощен. Крайне жёсткий ветровой режим является причиной отсутствия здесь лесов. Кустарники при этом в среднем ещё более угнетены ветрами, чем на Парамушире. В речных долинах фрагментарные редколесья образует только ива удская. При движении с севера на юг среднегодовая температура повышается. Самым тёплым местом острова является долина реки Ольховая, где раньше сходит снег. Как охотоморские, так и тихоокеанские воды вблизи острова холодны. По этой причине здесь часты туманы, понижающие солнечную радиацию и температуру воздуха. Лето прохладное, высока влажность воздуха, часто наблюдаются сильные ветра. Однако сильных морозов зимой нет и климат острова считается в целом мягким океаническим со среднегодовой температурой около +4,0 °C. Даже в рекордно холодные зимы температуры ниже −15 °C не отмечались.

## Флора и фауна

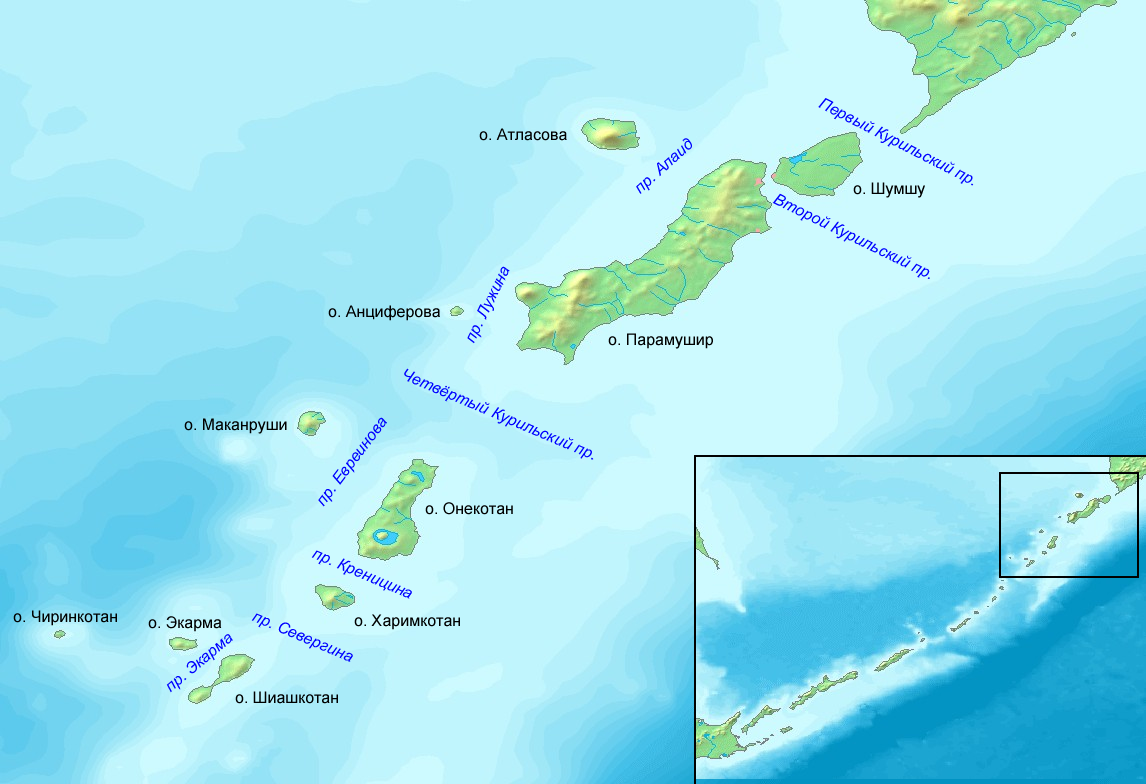
Проливы вокруг острова Онекотан

Флора острова насчитывает не менее 315—316 видов. Для сравнения на Кунашире в 2002 году высших сосудистых растений было 1067, на Шикотане — 663, на о. Зелёный — 166. Собственных эндемиков на острове пока не найдено, за исключением трёх общекурильских. В своей основе она бореальна, но имеет и океанические черты. Низкий тепловой коэффициент Кира[неизвестный термин], а также жёсткий ветровой режим исключают произрастание деревьев, за исключением редких вкраплений древовидного ольховника в оврагах. Ландшафт составляют заросли кедрового стланика, ольхово-кедровое криволесье с высотой деревьев до 2—4 м, каменные россыпи на плато в южной части Советского хребта и на крутых склонах и гребнях гор, болота, верещатники, заросли кустарниковой ольхи, высокотравье в низинах и на предгорных равнинах. Ягоды: водяника, голубика, морошка. Высотная поясность выражена одним поясом ольховника до высоты 1000 м и далее ограничена эдафически.
Водятся лисицы и мелкие грызуны. В акватории у побережья — сивучи и нерпы (как пёстрые, так и кольчатые). Островной тюлень вместе с пятнистой или пёстрой нерпой (ларгой) устраивает наиболее крупные залёжки на мысах Ягодном и Креницына.
На острове гнездятся тихоокеанский чистик и северная качурка. Из редких видов в 2000 году отмечены державшиеся вместе американская синьга (5 особей) и горбоносый турпан (5 особей).

## История
На восточном и юго-восточном побережьях острова имеются остатки двух древних поселений, получивших условные названия Мыс Ягодный и Мыс Горелый соответственно.

### В Российской Империи
Остров осмотрен геодезистами Иваном Евреиновым и Фёдором Лужиным с голландским матросом Бушем в 1720 году. На Онекотане постоянно проживали айны, которые к 1736 году вошли в российское подданство путём уплаты ясака камчатским сотникам и приняли православие.
По материалам съёмок Южного отряда Второй Камчатской экспедиции под руководством Мартына Шпанберга в 1738—1739 годах остров Онекотан показан на «Генеральной карте Российской Империи» в Академическом атласе 1745 года под русским названием Гоглант (инсулоним, заимствованный у острова в Финском заливе). Название в дальнейшем не сохранилось.
В 1744—1745 годах камчатские сборщики ясака столкнулись на Онекотане с представителем Японии Юсонти, который интересовался торговлей и разработкой рудников на Симушире.
В 1760-х посланник камчатской администрации сотник Иван Чёрный заложил традицию порядкового исчисления островов и кучно расположенных субархипелагов Курильской гряды от Камчатки до Японии. Поэтому во времена гидрографических описаний конца XVIII—начала XIX веков остров также имел номерное обозначение в составе Курильской гряды — Пятый.
Остров описан под названием Анакутан или Анекотан у Г. И. Шелихова в его «Путешествии г. Шелехова с 1783 по 1790 год из Охотска по Восточному Океану к Американским берегам…»:

Анакутан или Анекотан. Расстоянием от четвертого около 35 верст, в длину простирается около ста верст, а в ширину 15 верст. На сем острове две Сопки; первая окруженная небольшими сопками и хребтами, по Курильски называется Асырминтар, что значит, что она наперед сего горела. Она стоит на лопатке ко второму острову, окруженной утесами и высокими горами: тут водятся птица Глупыши и Ары. При лопатке к Восточной стороне на самом проливе отпрядной камень Кекур, на котором так же плодятся Глупыши и Топорки. Вторая Сопка стоит посредине острова, называемая Амкаусар, которая так же напред сего горела: возле сей Сопки есть озеро, в длину на 4, а в ширину на 2 версты; но рыбы в оном никакой ненаходится. Третия Сопка близ лопатки к шестому острову, называемая Тоорусыр, стоит посреди озера, в окружности имеющего до 15 верст, в котором рыбы, так же как и в первом никакой не водится. Лесу стоячего годного, кроме Кедрового Сланца и мелкого Ольховника нет никакого; а для пищи ростет коренье миту, усут; ягоды Шикша, Голубица, Жимолость, Рябина и Морошка; трава Шеломайник, Кутагарник и малое количество травы сладкой. Красных Лисиц иногда бывает на сем острове довольно, а Бобров и Нерпы мало. На Северной стороне Бухт пещаных шесть; на Восточной посредине острова одна; а по другим сторонам есть Бухты и пристани каменистые, в которые Байдары входить могут. Из гор и из падей острова текут каменистые речки, в кои во время прибылой воды заходят Гольцы и Горбуша.
К концу XVIII века Онекотан рассматривался как российская территория, что и закрепил Симодский трактат 1855 года. Однако по договору 1875 года Онекотан вместе со всеми Курилами был передан во владение Японии в обмен на признание Сахалина Российской территорией.

### В составе Японии
В 1875—1945 годах принадлежал Японской империи.
Согласно административно-территориальному делению Японии остров стал относиться к уезду (гуну) Шумшу (Сюмусю в японском произношении), который охватывал не только сам Шумшу, но и все близлежащие Курильские острова до Шиашкотана и Мусира на юге включительно. Уезд в свою очередь входил с 1876 по 1882 год в состав провинции Тисима под управлением Комиссии по колонизации Хоккайдо; с 1882 до 1886 года — в состав префектуры Нэмуро, после — префектуры Хоккайдо.
Правительство Мэйдзи не хотело, чтобы обрусевшие айны жили в непосредственной близости от северной границы империи. В 1884 году айны Онекотана были переселены японскими властями на Шикотан.
В годы Второй Мировой войны остров был милитаризирован. На острове могло располагаться японское воинское подразделение (база Торусири).
25 августа 1945 года японские войска капитулировали без боя перед советским десантом.

### В составе СССР
В 1945 году по итогам Второй мировой войны перешёл в собственность СССР.
2 февраля 1946 года включён в состав Южно-Сахалинской области.
2 января 1947 года включён в состав Сахалинской области РСФСР. На острове существовала пограничная застава «Мыс лисий», ныне заброшена.

### В составе России
С 1991 года в составе России, как страны-правопреемницы СССР.
До 2005 года существовали погранзаставы «Шестакова» на западном побережье и «Онекотан» на восточном (в XXI веке — урочище Онекотан).

### Особая позиция Японии по территориальной принадлежности острова
Используя в территориальном споре с Россией фактор Сан-Францисского мирного договора 1951 года, который не был подписан СССР, японское правительство, тем не менее, опирается на те варианты толкований договоренностей между союзниками — СССР, США, Великобританией и Китаем — которые подкрепляют японскую позицию. В частности, поскольку в Сан-Францисском договоре не оговаривается, в пользу какого государства Япония отказывается от своих прав на Курилы, принадлежность острова, по мнению японского правительства, до сих пор не определена, а за Россией признаётся лишь «фактический контроль».

## Галерея

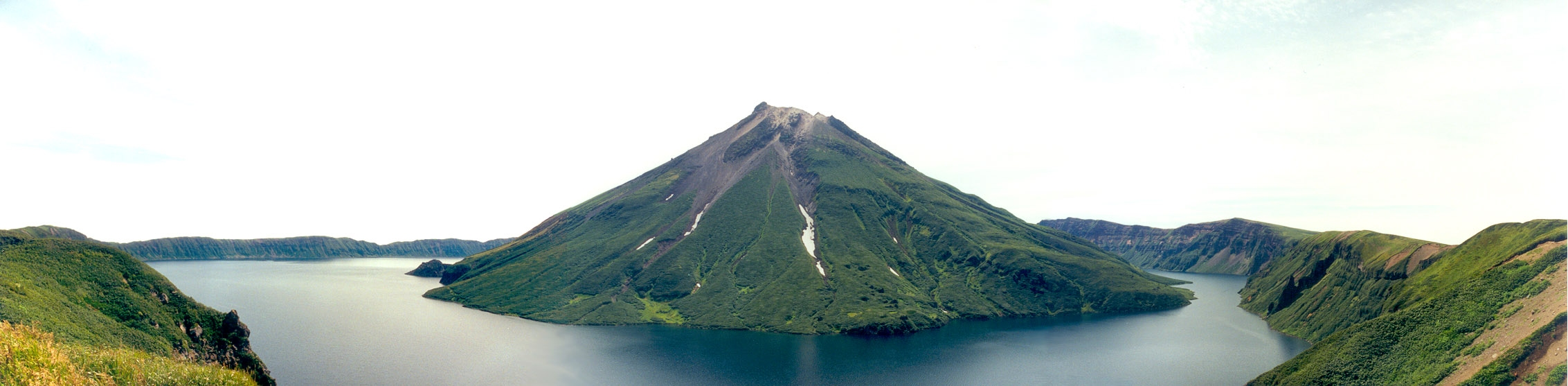
Гора Креницына
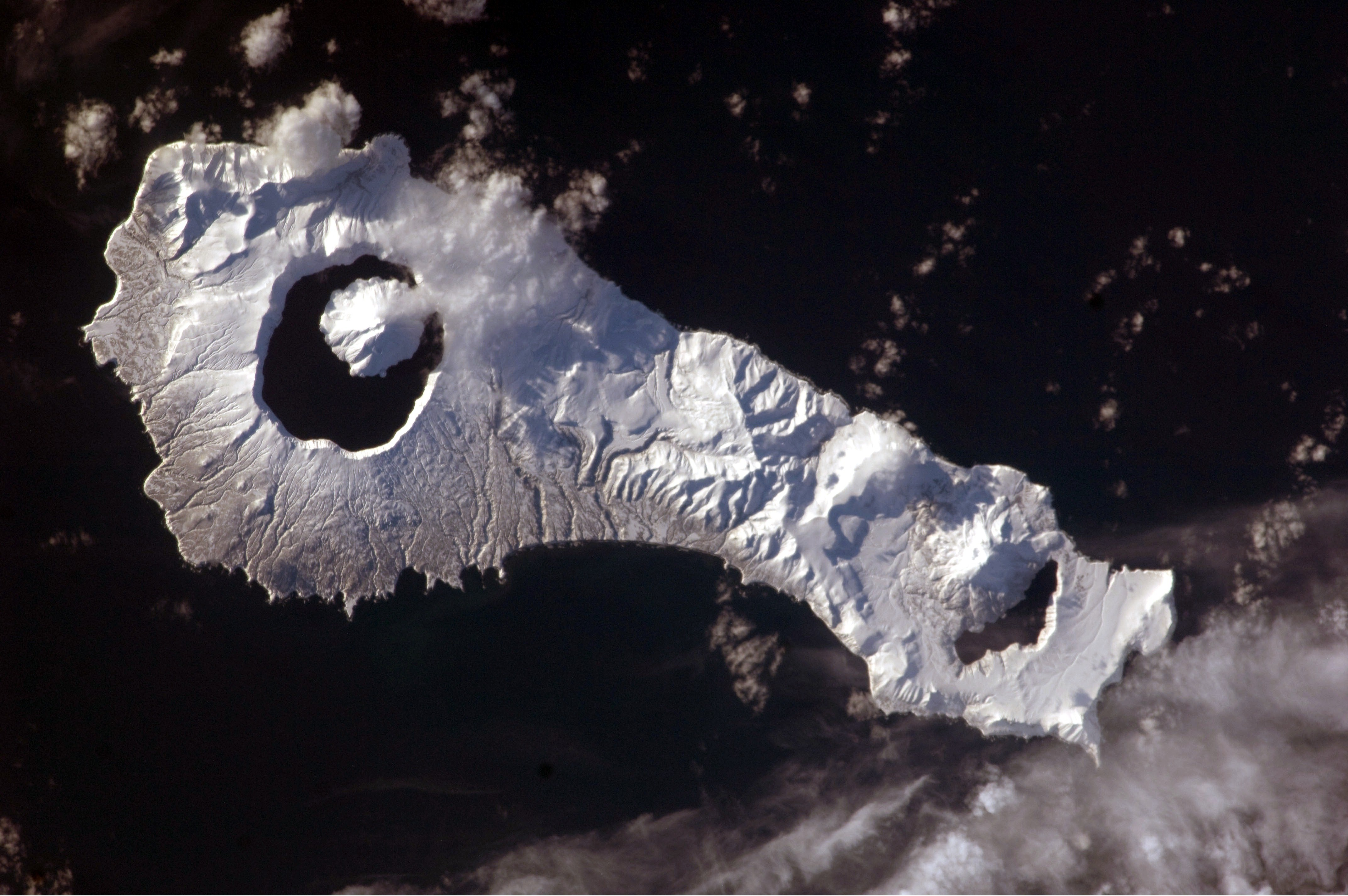
Кальдеры Онекотана в окружении снежных заносов зимой.